# HD134477
HD134477 — хімічно пекулярна зоря спектрального класу A1, що має видиму зоряну величину в смузі V приблизно  8,9.
Вона  розташована на відстані близько 1016,1 світлових років від Сонця.